# Даніела Маєр
Даніела Маєр (4 березня 1996 , Філлінген-Швеннінген ) — німецька фристайлістка, бронзова призерка Олімпійських ігор 2022 року.

## Олімпійські ігри
| Рік  | Місто        | Скікрос |
| ---- | ------------ | ------- |
| 2022 | Пекін, Китай | 3       |

## Чемпіонат світу
| Рік  | Місто          | Скікрос |
| ---- | -------------- | ------- |
| 2019 | Парк-Сіті, США | 11      |